# Фрелон, Александр
Александр Фрело́н (фр. Alexandre Pierre Freslon; 11 мая 1808 года, Ла-Флеш — 26 января 1867 года, Париж) — французский политический деятель.
Был адвокатом; издавал газету «Précurseur d’Angers». В 1848 году был выбран депутатом в учредительное собрание. Примкнув к партии умеренных республиканцев, был при Кавеньяке министром общественных работ, а затем получил место генерального адвоката кассационного суда, которое занимал до декабрьского переворота 1851 года.